# میکروفن زغالی

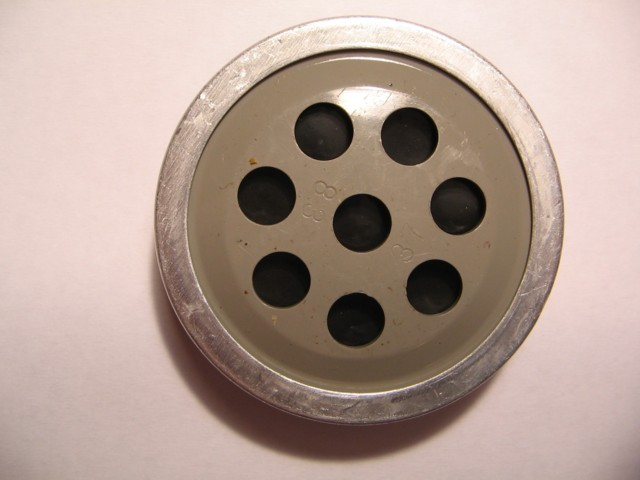
میکروفون زغالی از گوشی تلفن وسترن الکتریک، حدود سال ۱۹۷۶.

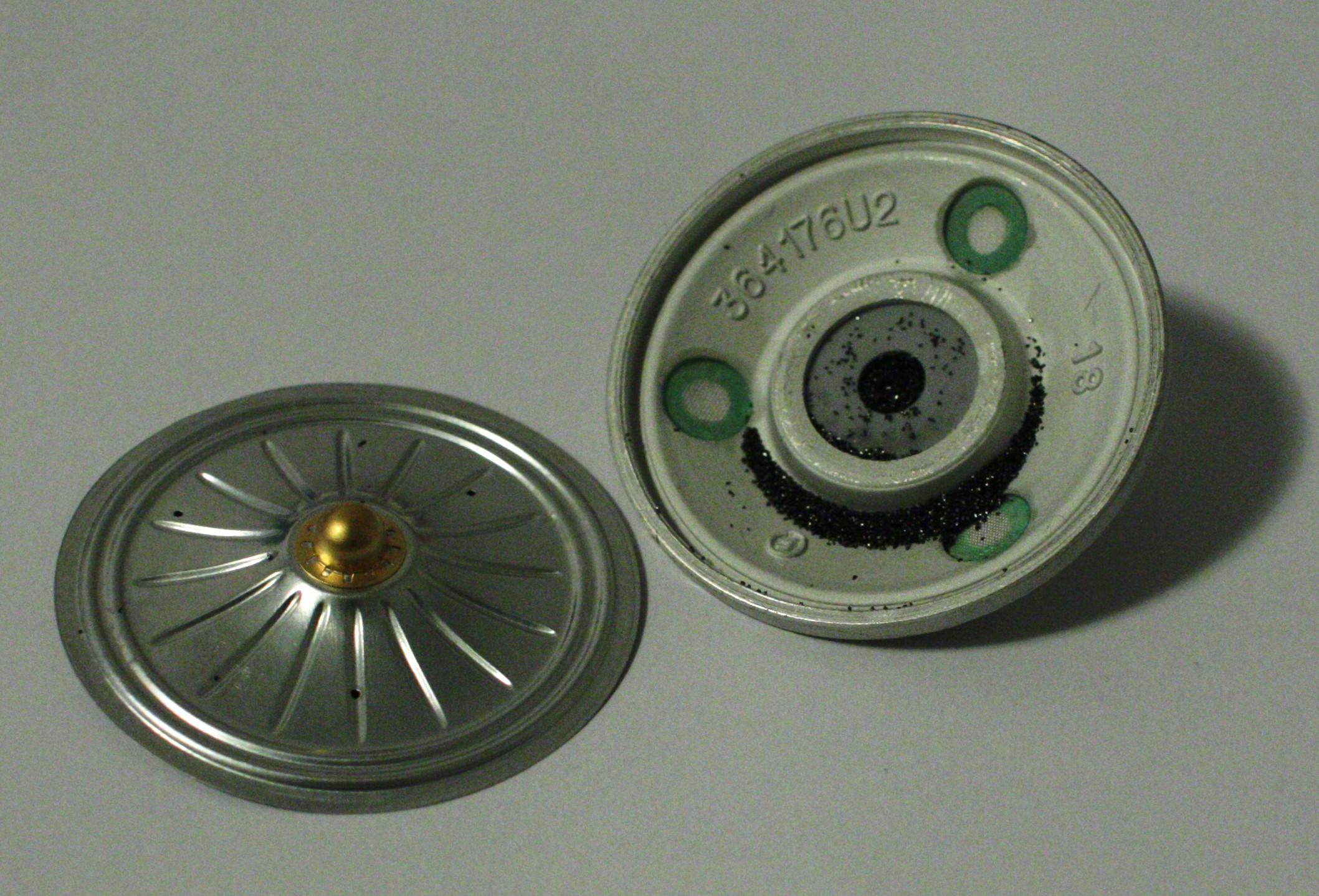
میکروفون زغالی اریکسون بازشده و ذرات کربن قابل مشاهده است

میکروفون زغالی، همچنین به عنوان میکروفون دکمه زغالی، میکروفون دکمه‌ای، یا فرستنده زغالی شناخته می‌شود، نوعی میکروفون یا مبدلی است که صدا را به سیگنال صوتی الکتریکی تبدیل می‌کند. این شامل دو صفحه فلزی است که توسط دانه‌های ریز کربن از هم جدا شده‌اند. یک صفحه بسیار نازک رو به طرف فرد گوینده وجود دارد و مانند دیافراگم عمل می‌کند. امواج صوتی که به دیافراگم برخورد می‌کنند باعث لرزش آن می‌شوند و فشار متفاوتی روی آن دانه‌ها وارد می‌کنند که در نتیجه مقاومت الکتریکی بین صفحات تغییر می‌کند. با افزایش فشار دانه‌های کربن به یکدیگر نزدیک شده درنتیجه مقاومت آن کاهش می‌یابد. جریان مستقیم ثابت بین صفحات از طریق دانه‌ها عبور می‌کند. تغییر مقاومت منجر به مدولاسیون جریان می‌شود و جریان الکتریکی متفاوتی ایجاد می‌کند که فشار متغیر موج صوتی را بازتولید می‌کند. در تلفن، این جریان موج‌دار مستقیماً از طریق سیم‌های تلفن به دفتر مرکزی منتقل می‌شود. در سیستم‌های صوتی عمومی توسط یک تقویت‌کننده صوتی تقویت می‌شود. پاسخ فرکانس اکثر میکروفن‌های زغالی به محدوده باریکی محدود می‌شود و این قطعه نویز الکتریکی قابل‌توجهی تولید می‌کند.
قبل از گسترش تقویت‌کننده‌های لامپی در دهه ۱۹۲۰، میکروفن‌های زغالی تنها وسیله عملی برای به دست آوردن سیگنال‌های صوتی با سطح بالا بودند. آنها تا دهه ۱۹۸۰ به‌طور گسترده در سامانه‌های تلفنی مورد استفاده قرار می‌گرفتند، در حالی که سایر کاربردها خیلی زود از طرح‌های میکروفون متفاوتی استفاده می‌کردند. کم هزینه بودن آنها، بالا بودن خروجی و پاسخ فرکانسی به‌طور ذاتی آنها برای تلفن مناسب بود. برای خدمات تلفن سنتی قدیمی (POTS)، تلفن‌های مبتنی بر میکروفون زغالی همچنان بدون تغییر قابل استفاده هستند. میکروفون‌های کربنی، معمولاً فرستنده‌های تلفنی اصلاح شده، در سیستم‌های پخش رادیویی ای‌ام اولیه به‌طور گسترده‌ای مورد استفاده قرار می‌گرفتند، اما پاسخ فرکانسی محدود آنها، و همچنین میزان نویز نسبتاً بالا، منجر به کنار گذاشته شدن آنها در آن کاربردها در اواخر دهه ۱۹۲۰ شد. از آنها برای چندین دهه بعد به‌صورت گسترده برای سامانه‌های پخش پیام از بلندگو و کاربردهای رادیویی آماتور و نظامی استفاده می‌شد.

## پیشینه
اولین میکروفونی که امکان برقراری ارتباط صوتی مناسب را فراهم کرد، میکروفون زغالی (که در آن زمان فرستنده نامیده می‌شد) بود. این به‌طور مستقل در حدود سال ۱۸۷۸ توسط دیوید ادوارد هیوز در انگلستان و امیل برلینر و توماس ادیسون در ایالات متحده توسعه یافت. اگرچه ادیسون اولین حق اختراع را در اواسط سال ۱۸۷۷ دریافت کرد، هیوز دستگاه کار خود را چند سال قبل در مقابل بسیاری از شاهدان نشان داده بود، و بیشتر مورخان اختراع آن را به او نسبت می‌دهند.

عملکرد میکروفن زغالی. هنگامی که موج صوتی بر دیافراگم رسانا فشار می‌آورد، دانه‌های کربن به هم فشرده می‌شوند و مقاومت الکتریکی آنها کاهش می‌یابد.

دستگاه هیوز از ریزدانه‌های کربن با بسته‌بندی شل استفاده می‌کرد - فشار متغیری که توسط دیافراگم از امواج صوتی روی ریزدانه‌ها اعمال می‌شود، باعث می‌شود که مقاومت کربن به‌طور متناسب تغییر کند و امکان بازتولید الکتریکی نسبتاً دقیق سیگنال صوتی را فراهم کند. هیوز همچنین کلمه میکروفون را ابداع کرد. او دستگاه خود را با تقویت‌سازی صدای خراشیدن حشرات از طریق جعبه صدا به انجمن سلطنتی نشان داد. بر خلاف ادیسون، هیوز تصمیم گرفت حق ثبت اختراع را نگیرد؛ در عوض، او اختراع خود را به جهانیان هدیه داد.
در آمریکا، ادیسون و برلینر بر سر حق ثبت اختراع با یکدیگر نبرد قانونی طولانی داشتند. در نهایت یک دادگاه فدرال به ادیسون حقوق کامل این اختراع را اعطا کرد و گفت: «ادیسون در انتقال گفتار از برلینر پیشی گرفت… استفاده از کربن در فرستنده، فراتر از بحث، اختراع ادیسون است» و حق اختراع برلینر باطل اعلام شد.
میکروفون زغالی نمونه اولیه مستقیم میکروفن‌های امروزی است و در توسعه تلفن، پخش و صنایع ضبط بسیار مهم بود. بعدها از ریزدانه‌های کربن بین دکمه‌های زغالی استفاده شد. میکروفن‌های زغالی از سال ۱۸۹۰ تا ۱۹۸۰ به‌طور گسترده در تلفن‌ها استفاده می‌شد.

### استفاده به‌صورت تقویت‌کننده
میکروفون‌های زغالی می‌توانند به عنوان تقویت‌کننده استفاده شوند. این قابلیت در تکرارکننده‌های تلفنی اولیه مورد استفاده قرار می‌گرفت و امکان تماس تلفنی از راه دور در دوره قبل از تقویت‌کننده‌های لامپی را فراهم می‌کرد.

## استفاده‌های جاری
جدای از تأسیسات تلفن قدیمی در شرایط مختلف با توجه به مناطق و کشورها، میکروفون‌های زغالی ممکن است امروزه هنوز در کاربردهای خاص مورد استفاده قرار گیرند اگرچه تولیدکنندگان توزیعش را متوقف کردند. به عنوان مثال، شور 104c, به دلیل سازگاری گسترده با تجهیزات موجود، هنوز در اواخر دهه ۲۰۱۰ مورد تقاضا بود.

## کتابشناسی - فهرست کتب
- جوزفسون، متیو، ادیسون: بیوگرافی، ویلی، ۱۹۹۲ ،شابک ‎۰-۴۷۱-۵۴۸۰۶-۵